# A magyar jégkorong-válogatott mérkőzései 2009-ben
A magyar jégkorong-válogatott 2009-es programjában, az év elején a Lettországban megrendezett olimpiai selejtező torna szerepelt, ahol csoportjának az utolsó, negyedik helyén végzett, ezzel a válogatott nem jutott ki a 2010-es olimpiai játékokra. Az ezt követő időszakban lejátszásra került barátságos mérkőzések a világbajnokságra való felkészülés jegyében teltek. Az április 2-i finnek elleni barátságos mérkőzés jelentős magyar sporttörténeti esemény, ugyanis ez volt a magyar csapat első mérkőzése a skandinávokkal, és nem mellékes, hogy az összecsapást hosszabbítás után, büntetőkkel a magyar válogatott nyerte.
Április 24-én kezdődik Svájcban a 2009-es jégkorong-világbajnokság, ahol a csoportküzdelmek során a magyarok összemérhetik erejüket a szlovák, a kanadai és a fehérorosz válogatottakkal, az itt elért eredményektől függően további mérkőzések fognak következni.

## Eredmények
Olimpiai selejtező torna
| 699. mérkőzés 2009. február 5. 19:00 (CET) | Lettország                                                          | 7 – 3                         | Magyarország                     | Riga, Arena Riga Nézőszám: 4900 Játékvezetők: Hansen Vinnerborg |
| 699. mérkőzés 2009. február 5. 19:00 (CET) | Sprukts 13' Rekis 26' Darzins 27' 58' Karsums 31' 60' Vasiljevs 49' | (1:1, 3:2, 3:0) (Jegyzőkönyv) | Ladányi 08' Vas 30' Svasznek 38' | Riga, Arena Riga Nézőszám: 4900 Játékvezetők: Hansen Vinnerborg |

Olimpiai selejtező torna
| 700. mérkőzés 2009. február 6. 15:00 (CET) | Olaszország                                      | 4 – 1                         | Magyarország | Riga, Arena Riga Nézőszám: 900 Játékvezetők: Baluska Minar |
| 700. mérkőzés 2009. február 6. 15:00 (CET) | Ansoldi 14' Aquino 15' Pittis 28' Chitarroni 45' | (2:0, 1:0, 1:1) (Jegyzőkönyv) | Svasznek 60' | Riga, Arena Riga Nézőszám: 900 Játékvezetők: Baluska Minar |

Olimpiai selejtező torna  Hungary - Ukraine icehockey game. YouTube
| 701. mérkőzés 2009. február 8. 13:00 (CET) | Magyarország                     | 3 – 4 (bü.)                             | Ukrajna                                                    | Riga, Arena Riga Nézőszám: 1900 Játékvezetők: Kaspar Lederer |
| 701. mérkőzés 2009. február 8. 13:00 (CET) | Vas 22' Ocskay 32' Palkovics 58' | (0:0, 2:0, 1:3, 0:0, 0:1) (Jegyzőkönyv) | Timchenko 52' Materukhin 55' Shakhraychuk 59' Varlamov 65' | Riga, Arena Riga Nézőszám: 1900 Játékvezetők: Kaspar Lederer |

Barátságos mérkőzés  Hungary-Finland icehockey game #1 - goals, 2nd April, 2009. YouTube
| 702. mérkőzés 2009. április 2. 18:00 (CET) | Magyarország                                  | 4 – 3 (bü.)                             | Finnország                        | Budapest, Sportaréna Nézőszám: 8000 Játékvezetők: Gebei |
| 702. mérkőzés 2009. április 2. 18:00 (CET) | Fodor 12' Kovács 36' Palkovics 44' Fekete 65' | (1:1, 1:1, 1:1, 0:0, 1:0) (Jegyzőkönyv) | Kerman 4' Vahalahti 40' Aalto 47' | Budapest, Sportaréna Nézőszám: 8000 Játékvezetők: Gebei |

Barátságos mérkőzés
| 703. mérkőzés 2009. április 3. 18:00 (CET) | Magyarország | 0 – 6                         | Finnország                                                 | Miskolc, jégcsarnok Nézőszám: 2100 Játékvezetők: Kincses |
| 703. mérkőzés 2009. április 3. 18:00 (CET) |              | (0:0, 0:3, 0:3) (Jegyzőkönyv) | Kerman 25' 34' 48' Vahalahti 32' Lehtonen 41' Hietanen 43' | Miskolc, jégcsarnok Nézőszám: 2100 Játékvezetők: Kincses |

Barátságos mérkőzés  Hungary-Norway 4:3 PS - 6th April, 2009. Budapest. YouTube
| 704. mérkőzés 2009. április 6. 19:30 (CET) | Magyarország                          | 4 – 3 (bü.)                             | Norvégia                    | Budapest, Icecenter Nézőszám: 2000 Játékvezetők: Babic |
| 704. mérkőzés 2009. április 6. 19:30 (CET) | Horváth 24' Ladányi 26' Kóger 37' 65' | (0:1, 3:1, 0:1, 0:0, 1:0) (Jegyzőkönyv) | Aasen 11' 57' Martinsen 40' | Budapest, Icecenter Nézőszám: 2000 Játékvezetők: Babic |

Barátságos mérkőzés  Hungary-Norway 4:1 - 7th April, 2009. Budapest. YouTube
| 705. mérkőzés 2009. április 7. 19:30 (CET) | Magyarország                                | 4 – 1                         | Norvégia | Budapest, Icecenter Nézőszám: 1850 Játékvezetők: Kincses |
| 705. mérkőzés 2009. április 7. 19:30 (CET) | Ladányi 7' Peterdi 22' Benk 31' Horváth 54' | (1:1, 2:0, 1:0) (Jegyzőkönyv) | Ylven 2' | Budapest, Icecenter Nézőszám: 1850 Játékvezetők: Kincses |

Barátságos mérkőzés  
| 706. mérkőzés 2009. április 22. 19:15 (CET) | Oroszország                                                | 5 – 1                         | Magyarország | Sierre, Svájc Nézőszám: 2500 Játékvezetők: Popovic Koch |
| 706. mérkőzés 2009. április 22. 19:15 (CET) | Szaprikin 3' Radulov 18' 46' Visnyevszkij 37' Kurjanov 54' | (2:0, 1:0, 2:1) (Jegyzőkönyv) | Benk 45'     | Sierre, Svájc Nézőszám: 2500 Játékvezetők: Popovic Koch |

Világbajnokság  Hungary-Slovakia, 2009 IHWC Group A, 24th April. YouTube
| 707. mérkőzés 2009. április 24. 20:15 (CET) | Szlovákia                             | 4 – 3                         | Magyarország                      | Kloten, Kolping Arena Nézőszám: 4773 Játékvezetők: Reiber Sindler |
| 707. mérkőzés 2009. április 24. 20:15 (CET) | Ružička 2' Bartečko 39' 60' Hossa 40' | (1:0, 2:1, 1:2) (Jegyzőkönyv) | Holéczy 23' Peterdi 43' Sille 55' | Kloten, Kolping Arena Nézőszám: 4773 Játékvezetők: Reiber Sindler |

Világbajnokság  Hungary-Canada, 2009 IHWC Group A, 26th April. YouTube
| 708. mérkőzés 2009. április 26. 20:15 (CET) | Kanada                                                                   | 9 – 0                       | Magyarország | Kloten, Kolping Arena Nézőszám: 5506 Játékvezetők: Looker Piechaczek |
| 708. mérkőzés 2009. április 26. 20:15 (CET) | St.Louis 6' 28' 45' Weber 10' 30' Roy 13' Neal 13' Fisher 42' Spezza 51' | (4:0, 2:0, 3:0) Jegyzőkönyv |              | Kloten, Kolping Arena Nézőszám: 5506 Játékvezetők: Looker Piechaczek |

Világbajnokság  Hungary-Belarus, 2009 IHWC Group A, 28th April. YouTube
| 709. mérkőzés 2009. április 28. 16:15 (CET) | Magyarország | 1 – 3                       | Fehéroroszország                         | Kloten, Kolping Arena Nézőszám: 4710 Játékvezetők: Hansen Kurmann |
| 709. mérkőzés 2009. április 28. 16:15 (CET) | Peterdi 25'  | (0:1, 1:0, 0:2) Jegyzőkönyv | Kaljuzsnij 4' Ugarov 55' Grabovszkij 60' | Kloten, Kolping Arena Nézőszám: 4710 Játékvezetők: Hansen Kurmann |

Világbajnokság
| 710. mérkőzés 2009. május 1. 16:15 (CET) | Ausztria                                             | 6 – 0                       | Magyarország | Kloten, Kolping Arena Nézőszám: 4042 Játékvezetők: Looker Ronn |
| 710. mérkőzés 2009. május 1. 16:15 (CET) | Koch 20' 21' 59' Setzinger 24' Vanek 34' Kaspitz 60' | (1:0, 3:0, 2:0) Jegyzőkönyv |              | Kloten, Kolping Arena Nézőszám: 4042 Játékvezetők: Looker Ronn |

Világbajnokság
| 711. mérkőzés 2009. május 3. 12:15 (CET) | Magyarország  | 1 – 5                       | Dánia                                                    | Kolping Aréna, Kloten Nézőszám: 3672 Játékvezetők: Kadirov Zalaski |
| 711. mérkőzés 2009. május 3. 12:15 (CET) | Palkovics 16' | (1:0, 0:2, 0:3) Jegyzőkönyv | Staal 29' Christensen 40' Green 48' Madsen 53' Hardt 56' | Kolping Aréna, Kloten Nézőszám: 3672 Játékvezetők: Kadirov Zalaski |

Világbajnokság
| 712. mérkőzés 2009. május 4. 12:15 (CET) | Magyarország | 1 – 2                       | Németország         | Bern Nézőszám: 3497 Játékvezetők: Hansen Sterns |
| 712. mérkőzés 2009. május 4. 12:15 (CET) | Horváth 18'  | (1:1, 0:1, 0:0) Jegyzőkönyv | Müller 4' Bakos 34' | Bern Nézőszám: 3497 Játékvezetők: Hansen Sterns |

Barátságos mérkőzés
 Magyarország-Olaszország 6-1 - meccs a Pannon Hoki Kupán. YouTube
| 713. mérkőzés 2009. november 6. 19:15 (CET) | Magyarország                                                     | 6 – 1                       | Olaszország  | Székesfehérvár Nézőszám: 3100 Játékvezetők: Gebei |
| 713. mérkőzés 2009. november 6. 19:15 (CET) | Hegyi 15' Palkovics 21' Fekete 29' Vas 39' Borbás 54' Nathan 55' | (1:1, 3:0, 2:0) Jegyzőkönyv | Fontanive 7' | Székesfehérvár Nézőszám: 3100 Játékvezetők: Gebei |

Barátságos mérkőzés
 Magyarország-Horvátország 7-1. YouTube
| 714. mérkőzés 2009. november 7. 18:00 (CET) | Horvátország | 1 – 7                       | Magyarország                                                           | Székesfehérvár Nézőszám: 3026 Játékvezetők: Haszonits |
| 714. mérkőzés 2009. november 7. 18:00 (CET) | Jakovac 15'  | (1:3, 0:2, 0:2) Jegyzőkönyv | Nagy 5' Hegyi 13' Galanisz 20' Sofron 32' Magosi 40' Kiss 48' Kiss 51' | Székesfehérvár Nézőszám: 3026 Játékvezetők: Haszonits |

Barátságos mérkőzés
 Magyarország-Szlovénia 1-3. YouTube
| 715. mérkőzés 2009. november 8. 18:00 (CET) | Magyarország | 1 – 3                       | Szlovénia                          | Székesfehérvár Nézőszám: 3210 Játékvezetők: Kincses |
| 715. mérkőzés 2009. november 8. 18:00 (CET) | Holéczy 35'  | (0:0, 1:1, 0:2) Jegyzőkönyv | Pance 23' Milanovic 57' Golicic 5' | Székesfehérvár Nézőszám: 3210 Játékvezetők: Kincses |